# Communauté rurale de Kandia
Pour les articles homonymes, voir Kandia.
La communauté rurale de Kandia est une communauté rurale du Sénégal située au centre-sud du pays. 
Elle fait partie de l'arrondissement de Saré Coly Sallé, du département de Vélingara et de la région de Kolda.